# Parc national du lac Malawi
Le parc national du lac Malawi (anglais : Lake Malawi National Park) est un parc national situé au Malawi, sur la rive sud du lac Malawi, créé le 24 novembre 1980.
C'est le seul parc national du Malawi à protéger une zone aquatique ainsi que la faune et la flore qui la peuplent[réf. nécessaire].
Le parc inclut également une partie terrestre, dont quelques îlots sur le lac Malawi, sur lesquels l'on trouve notamment des babouins. Il a été classé au patrimoine mondial par l'UNESCO en 1984.